# 上原俊
上原 俊（うえはら しゅん、1995年3月14日 - ）は日本の写真家、映像作家。主にライブ等の音楽関係の写真を撮っている。
2014年にTHEラブ人間主催のサーキット型音楽イベント『下北沢にて』のオフィシャルカメラマンを務めたことをきっかけに、THEラブ人間、撃鉄、PERO、モーモールルギャバン、シドなどのバンドを撮影している。
ライブ以外でも日常的にカメラを持ち歩いており、スナップ写真なども頻繁に撮影している。
オートフォーカスは好まず、基本的にマニュアルでピントを合わせている。
趣味は祭、DIY、川遊び、虫捕り、書道など。

## 経歴
- 1995年(平成07年) - 群馬県で生まれる。
- 2013年(平成25年) - 上京し、多摩美術大学へ入学。
- 2014年(平成26年) - サーキット型音楽イベント『下北沢にて』のオフィシャルカメラマンになる。
- 2015年(平成27年) - 相模原市緑区shortフィルムフェスティバルで映像作品『旅する空き缶』が大賞を受賞。[1]
- 2015年(平成27年) - なぎら健壱が審査委員長を務める『三社祭フォトコンテスト』で『未来へ』が審査員特別賞を受賞。[2]
- 2017年(平成29年) - 写真展兼ライブ企画『平成四畳半合戦』を白熊ピカソズのMai-kowと共同で開催。[3]
- 2017年(平成29年) - 多摩美術大学を卒業し日本庭園のデザイン会社に就職。
- 2018年(平成30年) - 会社を退社し、フリーになる。
- 2022年 (令和4年) - Apple『Macで、力を解き放つ』CMに出演。
- 2023年 (令和5年) - 『令和５年度 三社祭フォトコンテスト』にて『魅鼓詩』が入賞。

## 展示
- 2019年 12月16日〜25日｜［展示］『俺の命はクリスタルガイザー何本分なのよ展』をPanorama Panama Townの岩渕想太と共同で主催。会場：歌舞伎町人間レストラン
- 2019年 12月18日〜22日｜［展示］“Christmas Art Competition in YOKOHAMA”に掛け軸型写真作品『同工異曲』を出展。会場：横浜赤レンガ倉庫
- 2021年 7月16日〜18日｜［展示］『モーモールルギャバン写真展〜とあるLIVEな日々に〜』を開催。会場：高円寺AmpCafe
- 2022年 2月1日〜13日｜［展示］『街ゆく顔たち』をPanorama Panama Townの岩渕想太と共同で主催。会場：歌舞伎町人間レストラン
- 2022年 3月6日｜［企画］ライブ＋アートイベント『新俊冩樂祭ｰ生ｰ』を主催。会場：下北沢シャングリラ
- 2022年 4月16日〜24日｜［展示］『冩真展ｰ生ｰ』を開催。会場：下北沢 近近
- 2022年 9月13日〜19日｜［展示］『上原俊現状報告 これで生きてます‼』を開催。会場：歌舞伎町人間レストラン
- 2023年 3月18日｜［展示］『 Panorama Panama Town×Shun Uehara Exhibition Miss Shot』を開催。会場：下北沢おてまえ
- 2023年 9月25日〜27日｜［展示］『上原俊現状報告 これで生きてます‼ －ツネ・モリサワ御誕生日祝篇－』を開催。会場：下北沢おてまえ
- 2024年 3月10日｜［企画］ライブ＋アートイベント『新俊冩樂祭ｰ生ｰ』を主催。会場：下北沢おてまえ/近道
- 2024年 5月4日〜26日｜［展示］『大公開‼ 上原部屋』を開催。会場：自宅
- 2024年 6月19日〜23日｜［展示］『大処分‼ 空』を開催。会場：自宅